# Huldà

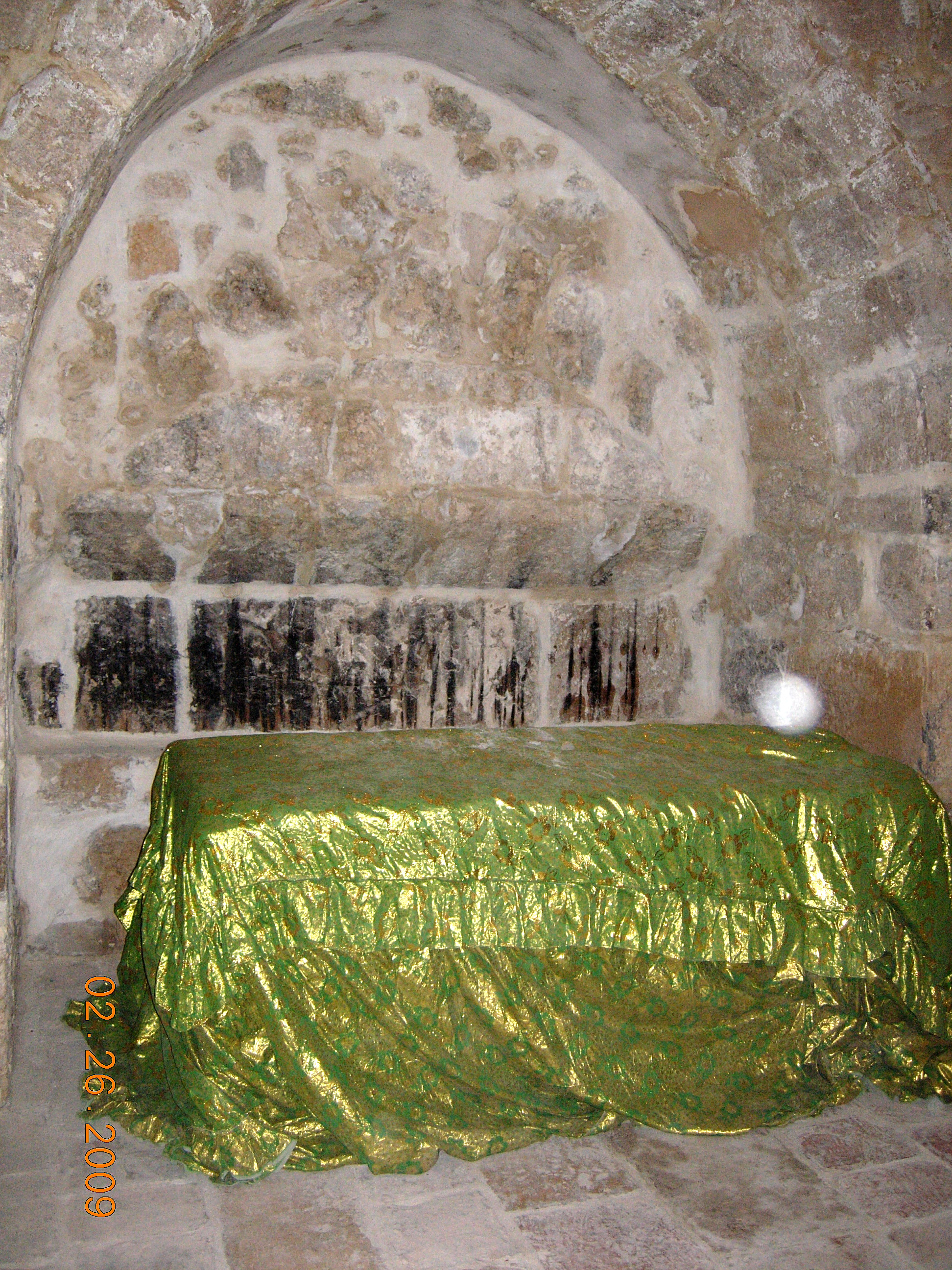
La tomba d'Holdà al cementiri jueu del mont de les Oliveres, a Jerusalem

Holdà, i també Huldà (hebreu: חֻלְדָּה, Huldà‎; grec antic: Ὄλδα; llatí: Olda), fou una profetessa (נְבִיאָה, nǝβīˈjāh) per al judaisme, mencionada al Segon Llibre dels Reis (2n Reis 22,14) i al Segon Llibre de les Cròniques (2Cr 34,22) com a dona de prestigi que parlava als sacerdots i al rei en nom de Déu. Està emparentada amb Jeremies. A la reconstrucció del temple de Jerusalem hi havia una porta amb el nom d'Holdà, sense que estigui clar que es degui a aquest personatge.
Sota el regnat de Josies (cap al 622 aC) mentre s'estava restaurant el Temple, es va descobrir el Llibre de la Llei, un valuós manuscrit del Deuteronomi amagat per algú durant el temps de la fúria destructora del rei Manassès. Per iniciativa de Josies, un grup de sacerdots van anar a consultar Holdà, que va pronunciar un oracle inspirada per Jehovà. L'oracle amenaçava amb el càstig diví al poble de Judà, que oblidant el Déu d'Israel es va girar cap a la idolatria i els déus estrangers. Però també va anunciar que el càstig vindria després de la mort del pietós rei Josies.
Cronològicament podem situar Huldà entre el profeta Sofonies i Jeremies. Abans d'ella només dues dones, Míriam, la germana de Moisès, i Dèbora, jutge d'Israel, van rebre el títol de profetesses.

## Citacions
Segon Llibre de les Cròniques 34,22:
| « | וַיֵּלֶךְ חִלְקִיָּהוּ וַאֲשֶׁר הַמֶּלֶךְ, אֶל-חֻלְדָּה הַנְּבִיאָה אֵשֶׁת שַׁלֻּם בֶּן-תוקהת (תָּקְהַת) בֶּן-חַסְרָה שׁוֹמֵר הַבְּגָדִים, וְהִיאיוֹשֶׁבֶת בִּירוּשָׁלִַם, בַּמִּשְׁנֶה; וַיְדַבְּרוּ אֵלֶיהָ, כָּזֹאת | » |

| « | Helquies i els enviats del rei anaren a trobar la profetessa Holdà, muller de Sel·lum, fill de Tecvà, fill d'Harahàs, guardià dels vestits. Vivia a Jerusalem, al districte segon; parlaren amb ella sobre això, [²³ i ella els respongué... | » |